# Хиппи
Хи́ппи (англ. hippie или hippy) — философия и субкультура, изначально возникшая в 1960-х годах в США.
Расцвет движения пришёлся на конец 1960-х — начало 1970-х годов. Первоначально хиппи выступали против пуританской морали некоторых протестантских церквей, а также пропагандировали стремление вернуться к природной чистоте через любовь и пацифизм. Один из самых известных лозунгов хиппи: «Make love, not war!», что означает: «Занимайтесь любовью, а не войной!».
Обычно считается, что хиппи верят в следующие положения:
- человек должен быть свободным;
- достичь свободы можно, лишь изменив внутренний строй души;
- поступки внутренне раскованного человека определяются стремлением оберегать свою свободу как величайшую драгоценность;
- красота и свобода тождественны друг другу, и реализация того и другого — чисто духовная проблема;
- все, кто разделяют сказанное выше, образуют духовную общину;
- духовная община — идеальная форма общежития.

Тем не менее, у хиппи не существует чётко сформулированного символа веры, который уже в силу своей точной формулировки был бы противоречием в определении.

## История
В 1940—1950-х годах в США среди представителей «бит-поколения» существовал термин хипстеры, обозначавший джазовых музыкантов, а затем и богемную контркультуру, которая формировалась вокруг них. Культура хиппи в 1960-х годах развилась из бит-культуры 1950-х параллельно развитию рок-н-ролла из блюза и джаза. Однако некоторые специалисты говорили об упадке рок-н-ролла в конце 1950-х и начале 1960-х годов, что противоречит представлению о том, что развитие рок-н-ролла из блюза и джаза происходило во время перехода от 1950 к 1960. Одним из передовых и известных сообществ хиппи было сообщество «Весёлые проказники», о котором Том Вулф пишет в книге «Электропрохладительный кислотный тест».
Первое использование слова «хиппи» зафиксировано в передаче одного из нью-йоркских телеканалов, где этим словом была названа группа молодых людей в майках, джинсах и с длинными волосами, протестующих против вьетнамской войны. В то время было популярным сленговое выражение «to be hip», означавшее «быть в курсе», «быть „мировым“», а нью-йоркские сторонники контркультуры из Гринвич-Виллиджа назывались «hips».

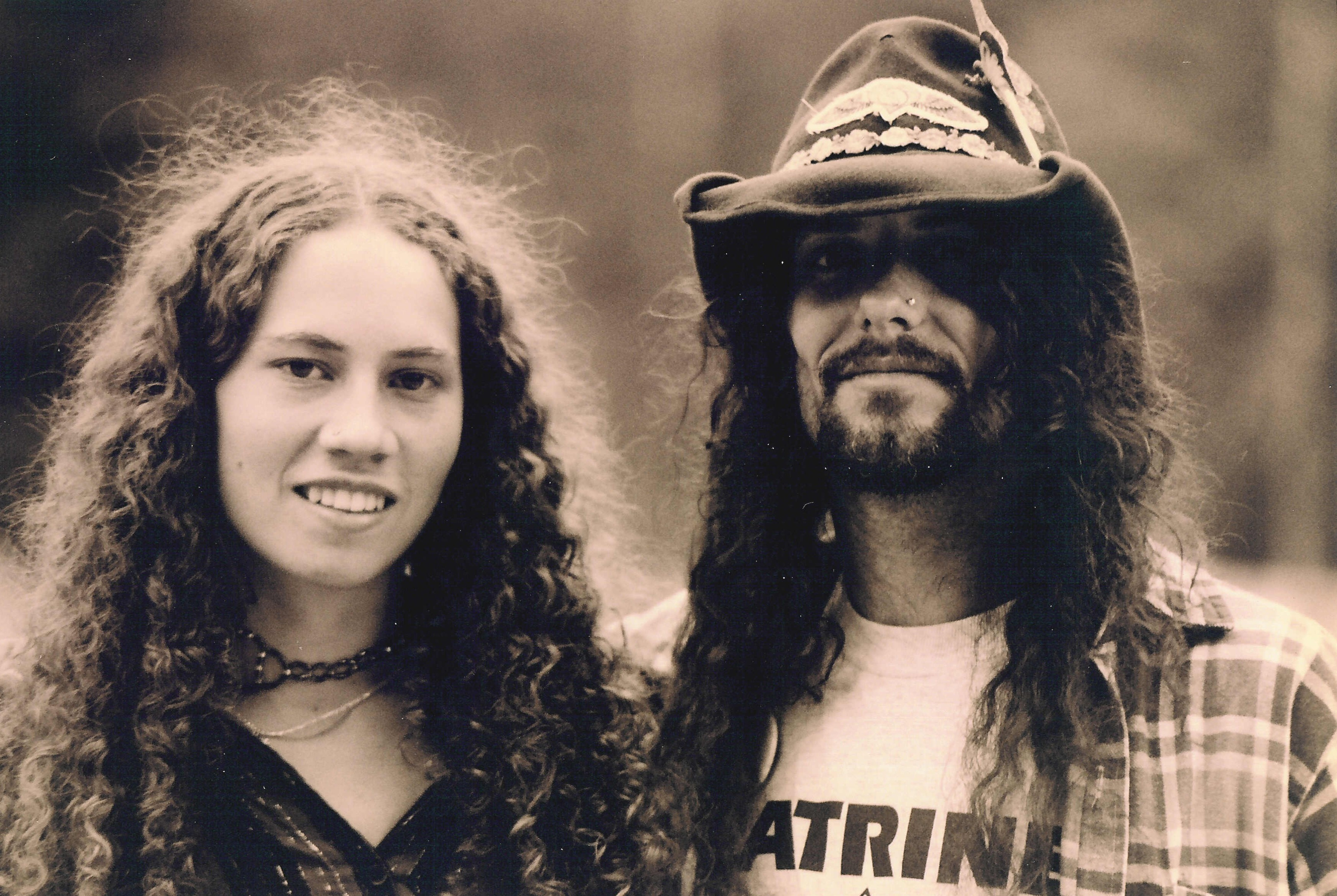
Пара посещает фестиваль Snoqualmie Moondance, август 1993

Началом движения хиппи можно считать 1965 год в США. Основным принципом субкультуры являлось ненасилие (ахимса). Хиппи носили длинные волосы, слушали рок-н-ролл (в особенности «I Got You Babe» Сонни и Шер, и пионеров психоделического рока, таких как Джими Хендрикса, The Doors, Дженис Джоплин и пр.), жили в коммунах (самые известные ныне коммуны находились в Хайт-Эшбери, районе Сан-Франциско, позже в Дании — Свободный город Христиания), путешествовали автостопом, увлекались медитацией и восточной мистикой и религиями, главным образом дзэн-буддизмом, индуизмом и даосизмом, многие из них были вегетарианцами. Имели также место «Jesus movement» и «Jesus Revolution» (рок-опера Иисус Христос — суперзвезда 1970 года). Поскольку хиппи часто вплетали цветы в волосы, раздавали цветы прохожим и вставляли их в оружейные дула полицейских и солдат, а также использовали лозунг «Flower Power» («сила», или «власть цветов»), их стали называть «детьми цветов».
Пик популярности движения пришёлся на 1967 год (так называемое «лето любви»), когда были выпущены неофициальные гимны хиппи — «San Francisco (Be Sure to Wear Flowers in Your Hair)» (автор — Джон Филлипс из The Mamas & the Papas, исполнялась певцом Скоттом Маккензи), «All You Need Is Love» и «She’s Leaving Home» The Beatles. Музыкальной проекцией движения стала психоделическая музыка. В 1967 году в Нью-Йорке состоялась премьера психоделического мюзикла «Волосы», участники которого появлялись на сцене обнажёнными: с движением хиппи связана популяризация нудизма.
Несмотря на закат хиппи-движения в мировом масштабе, его представителей до сих пор можно найти во многих странах мира. Некоторые идеи хиппи, казавшиеся в 1970-е годы консервативным обывателям утопическими, вошли в менталитет современного человека.

## Символика хиппи

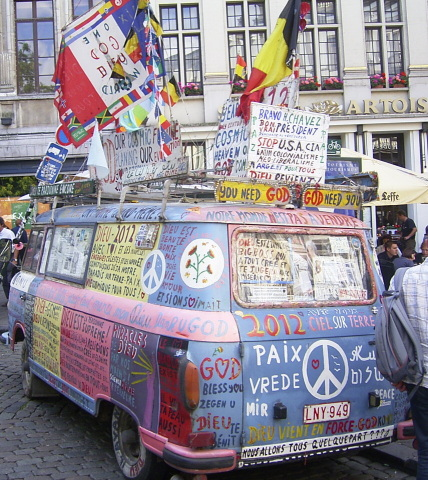
Одним из символов движения хиппи считается старый микроавтобус, обычно «Фольксваген», который хиппи традиционно раскрашивали в стиле «Flower Power» (на фото представлен микроавтобус Barkas B 1000). На таких микроавтобусах группы хиппи любили ездить по небольшим консервативным американским городкам и шокировать их обитателей разными выходками.

Пацифик («лапка») — символ мира. Логотип Организации ядерного разоружения, используемый и для антивоенных демонстраций

Символ Инь и ян, используемый и популяризируемый хиппи

Культура «хиппи» имеет свою символику, признаки принадлежности и атрибуты. Для представителей движения хиппи, в соответствии с их миропониманием, характерно внедрение в костюм этнических элементов: бус, плетённых из бисера или ниток, браслетов («фенечек») и прочее, а также использование текстиля, окрашенного в технике «тай-дай» (или иначе — «сибори»).
Примером могут служить так называемые фенечки. Эти украшения имеют сложную символику. Фенечки разных цветов и разных узоров обозначают разные пожелания, изъявления собственных музыкальных предпочтений, жизненной позиции и т. п. Так, чёрно-жёлтая полосатая фенечка означает пожелание хорошего автостопа, а красно-жёлтая — признание в любви. Следует отметить тем не менее, что эта символика трактуется в разных местах и тусовках произвольно и совершенно по-разному, и «хиппи со стажем» не придают ей никакого значения. Распространённые тексты типа «Значения цветов в фенечках» считаются уделом так называемых «пионеров» (то есть начинающих) и в среде опытных, как правило, вызывают ироническую реакцию. Однако, несколько устоявшихся значений используются в одном смысле в большинстве компаний — чёрный+синий с графическим узором (гомосексуальность), жёлтый+зелёный+синий со строгим чередованием последовательности (пацифизм) и однотонный красный (признание в любви). Джинсы стали «фирменной» одеждой хиппи.
Российская исследовательница молодёжных движений Т. Б. Щепанская установила, что «системная» символика напоминает голограмму — даже из небольшой её части, как из семечка, вырастает всё богатство неформальной культуры.

### Лозунги хиппи 1960-х
- «Make love, not war» («Занимайтесь любовью, а не воюйте!».)
- «Off The Pig!» («Выключи свинью!») (игра слов — «свиньёй» назывался пулемёт M60, немаловажный атрибут и символ Вьетнамской войны)
- «All You Need Is Love!» («Всё, что тебе нужно, — это любовь!») (название песни The Beatles)
- «Hell No, We Won’t Go!» («Ни черта мы не уйдём!»)
- «Give Peace A Chance» («Дайте миру шанс») (название песни Джона Леннона)
- «Love Is Love» («Любовь это любовь»)

## Коммуны

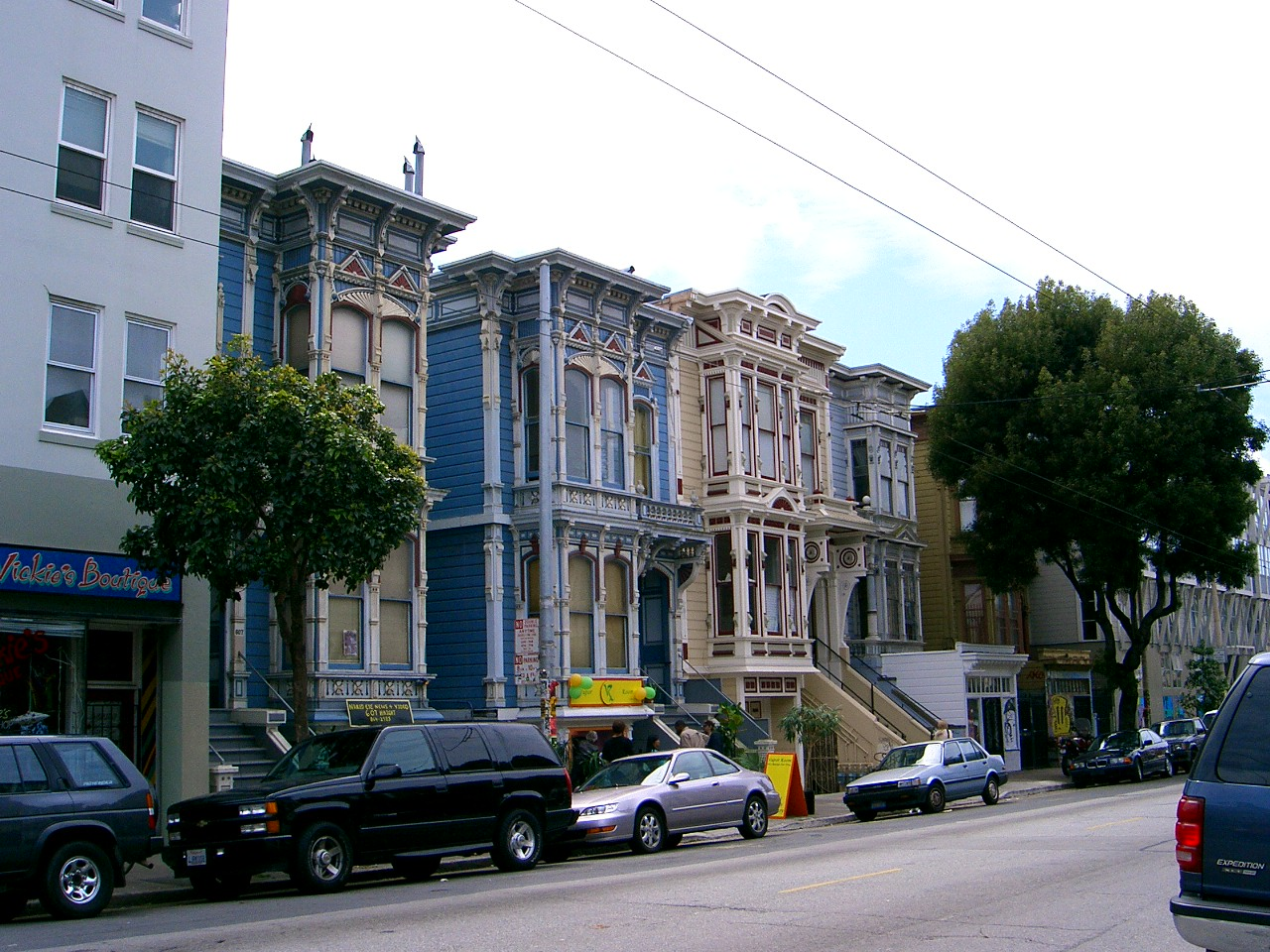
Район Хейт-Ашбери, Сан-Франциско, США

Коммуны (общины) хиппи — главная форма их самоорганизации, где хиппи могут жить на собственный лад при поддержке общества и где соседи терпимо относятся к ним. Обычно это незаселённые и пустующие дома (самовольное вселение, т. н. сквоттерство) в городах, либо усадьбы в лесах вдали от цивилизации.
Наиболее известные коммуны:
- в Сан-Франциско («Народный парк» и мн. прочих, США)
- Христиания (Дания)

В настоящий момент многонациональные коммуны хиппи имеются на Ибице, в Хорватии, в Черногории, Греции, Турции, Индии (особенно в Гоа), Марокко, Тунисе, Индонезии (особенно на Бали), Камбодже, Вьетнаме, Таиланде, Перу, Эквадоре, Коста-Рике и др. Общины бывших хиппи, построенные на принципах коммуны, сохранились и в США, где, собственно, движение детей-цветов пережило свой истинный расцвет. В остальном же хиппи обратились к более традиционной практике сквотов и тусовок на хипповском флэте или «рэйнбоу-клубе».

## Хиппи и наркотики
Относительно роли галлюциногенов хиппи придерживаются двух мнений. Согласно и первому и второму взгляду, психоделики способствуют «расширению сознания», создают условия, в которых человек начинает осознавать в себе наличие «души». Разногласия существуют лишь в вопросе о том, является ли наркотическое опьянение необходимым и достаточным условием или только одним из возможных средств «расширению сознания», для обретения «ви́дения».
Согласно первой интерпретации, тот, кто не вполне принял и усвоил опыт психоделических трипов, остается чужд «ви́дению» и, следовательно, не способен признать истинность идеологии хиппи. Затем, с той же точки зрения, любой, прибегнувший к психоделикам по необходимости, обретает «видение» в его идеологически фиксированной форме. Неудачный или катастрофический опыт галлюцинаций в таких случаях объясняется какими-либо обстоятельствами: «видение» было истинным, но новичок оказался неподготовленным к его правильному пониманию, или был слишком тесно связан с «обычным миром», или находился в неподходящем окружении, помешавшем «правильному» воздействию психоделика.
Согласно другому, более распространённому мнению, приём психоделиков не является идеологическим императивом: психоделики — только одно из средств, помогающих разрушить границы привычного восприятия, но сами они не преображают личность: «Хотя „кислота“ не имеет ценности сама по себе, не делает вас ни святым, ни добрым, ни мудрым, а всего лишь одурманенным, её можно использовать достойным образом. Она может быть воспитательным средством — с её помощью можно кое-чему научиться». С этой точки зрения, помимо психоделиков, существуют и другие способы достижения «ви́дения»: медитация, восточные культы и до некоторой степени «западная» религия.
В соответствии с такой интерпретацией нет гарантий насчёт того, что именно человек обретет под действием галлюциногена: «видение» ли, которое лежит в основе исповедуемой идеологии, или «видения», совершенно не совместимые с этой идеологией.
Однако, независимо от описанной разницы во мнениях, некоторые хиппи считают, что приём психоделиков непосредственно связан с идеологическими предпосылками, на которых основано их движение. 

## Хиппи и политика

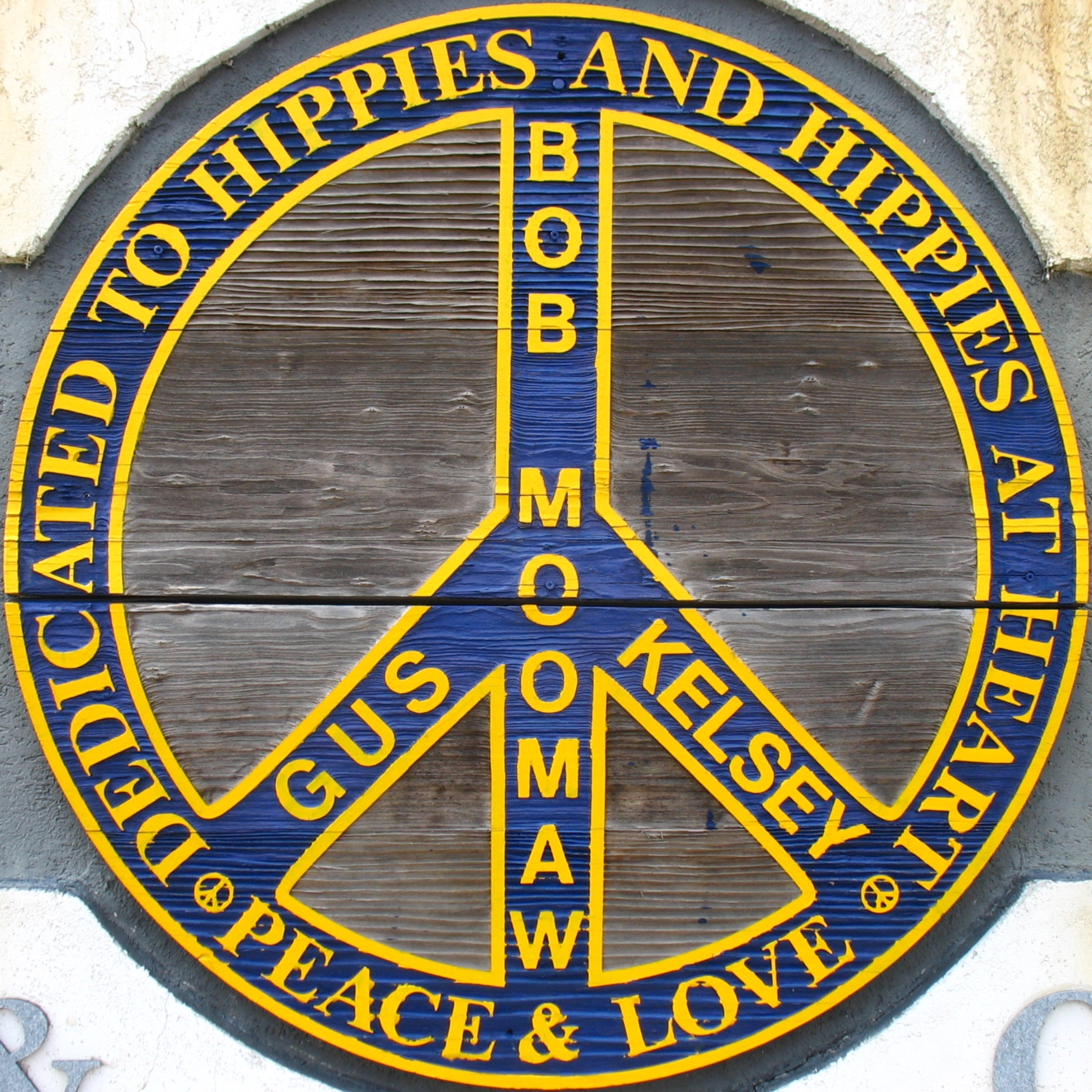
Мемориальный знак мира в Арколе, штат Иллинойс, США. По кругу написано: «Посвящается хиппи и хиппи в глубине души. Мир и любовь». Bob Moomaw — создатель мемориала, Gus Kelsey отреставрировал знак после его смерти (см. ссылки)

Если под политикой понимать выборы, заседания, голосования и продвижения по службе, то хиппи изначально аполитичны. Живя вне «цивильного» общества, в мире, основанном на любви, дружбе и взаимопомощи, хиппи предпочитают менять мир своим творчеством, в том числе творчеством социальным.
Идея революции сознания в чём-то продолжает идеи рюкзачной революции битников — вместо изнурительных политических дебатов и вооружённых столкновений предлагается уход из дома и общества, чтобы жить среди людей, придерживающихся твоих убеждений.
В США Джерри Рубином, Эбби Хоффманом и Полом Красснером в 1967 году было основано движение Йиппи (от аббревиатуры YIP — англ. Youth International Party — международная молодёжная партия). Йиппи представляли собой гремучую смесь хиппи и новых левых, сотрудничали с «Чёрными пантерами» и устраивали многотысячные марши и демонстрации. Самой известной их акцией, вызвавшей бурный резонанс в обществе, считается выдвижение от своей партии кандидата на пост президента США. Этим кандидатом была свинья по имени Пигасус (Свинтус).
Опыт театральной герильи Эбби Хоффмана можно сравнить с «Маршем Любви» в советской Москве, когда советские хиппи вышли на улицу голышом, но были задержаны милицией. Советские хиппи были культурно связаны с диссидентской средой. Многие были недовольны коммунистическим режимом и его идеологией, другие просто хотели жить вне политизированного строя.

## Хиппи в СССР

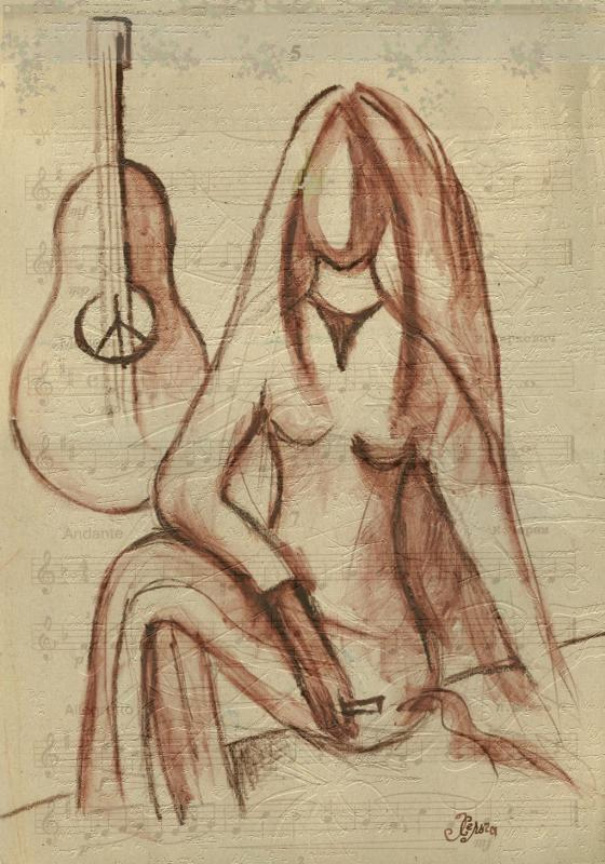
Образ хиппи

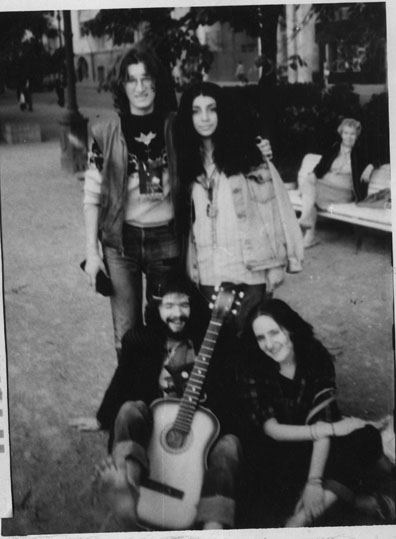
Хиппи на Гоголевском бульваре, 1988 год

Появившись на исходе «хрущёвской оттепели», субкультура хиппи в СССР, известная под самоназванием «Система», была распространена среди весьма немногочисленных представителей молодёжи.
Представителей субкультуры хиппи (в просторечии — хиппари, хиппаны, хиппанутые) в конце 1960-х — 1970-х годах легко можно было отыскать почти в каждом крупном городе СССР, на так называемых «тусовках» (или «тусовочных местах»). К примеру, в Москве — «Фрунзенский садик» (улица Знаменка), «Пушка» (площадь Пушкина), Арбат или «Гоголя» (Гоголевский бульвар), в Ленинграде — «Сайгон» (кофейня на Невском), «Казань» (площадь перед Казанским собором), в Киеве — Андреевский спуск, а также в Минске, Риге, Вильнюсе, Таллине, Баку, Ташкенте, Алма-Ате, Свердловске, Новосибирске, в Крыму и в других местах. Приехавший в город иногородний «пипл», отправившись вечером на место тусовки, мог всегда рассчитывать на обретение там новых друзей и «вписки» (размещения на временное проживание, у кого-либо из знакомых).
При этом, о существовании представителей «хиппи» не только за границей, но и в СССР можно было узнать только из критических статей в центральной прессе начала 1970-х.

В массовом сознании образ хиппи во многом был сформирован СМИ и являл собой типаж неопрятного молодого человека с длинными волосами, бездельника, выпивохи и наркомана, часто аполитичного и безыдейного, — в противовес культивировавшемуся тогда образу советского человека, «строителя коммунизма» — опрятно одетого и коротко подстриженного, целеустремлённого, обладающего чёткими политическими воззрениями по поводу линии партии.
С активными хиппи проводили «профилактические беседы» сотрудники милиции и КГБ.
Советская (русская) культура хиппи сформировала свой жаргон на основе английского языка и арго. Например: «ксивник» (от ксива «документ») — маленькая сумочка для переноски сего документа, «хайратник» (или «хаератник», от хаер «волосы») — ленточка на лбу (по легенде — чтоб «не срывало крышу»), «фенечка» — браслет из ниток, кожаных полосок или бисера, дарится «на память» или друзьям, существует символика фенечек и другие.
Немного примеров слов хиппового сленга, которые пережили время и остались в активном употреблении и поныне: «вписка», «герла», «пипл», «сейшен», «трасса», «цивил», «пионер», «олдовый», «флэт»…
Вот коротенький пример диалога, избыточно перенасыщенного сленгом хиппи среза примерно конца 1980-х годов:

Некий мэн вписывается к такой же некой гёрле. Та ему говорит:
— Поскольку бэд у меня один, а на граунде найтать ты колданёшься, придётся нам на нём вдвоём плэйсоваться. Только ты меня, чур, на фак меня не подписывай?

Мэн (устало): — Лет ит би. — говорит мэн, усталый и замёрзший. — А вообще, ты, подписываешься?

Гёрла: — Ну вот, сразу и подписал!
— С. Печкин «100 хипповских телег»
Помимо внешней атрибутики — «фенечек», к культуре хиппи относится также фольклорная традиция «заморочек». В основном это песни, стихи и «телеги», забавные истории из жизни системы. Одно из традиционно хипповых занятий — «аск» (от англ. ask — просить, спрашивать), попрошайничество. Обычно это собирание денег с проходящих сограждан. В СССР это было опасным и подсудным делом, но сейчас «а́скерами» часто называют уличных музыкантов — играющих не из романтических убеждений, а просто по нужде. Для такого «хиппового» образа жизни существовал специальный термин — хипповать, означающий внешнее и внутреннее состояние и поведение человека, с соответствующей атрибутикой (также нередко во время длительного безденежья в жизни), и обязательно лёгкое, ненапряжное отношение к такому состоянию.
После того, как 7 апреля 1970 года в Минске был убит 18-летний хиппи Вячеслав Максаков, 9 апреля на месте его убийства собралось до 500 человек молодёжи, произошла драка с милицией. Задержанные в результате беспорядков и их участники были исключены из учебных заведений.
1 июня 1971 года московские хиппи организовали демонстрацию против войны во Вьетнаме у посольства США; по слухам — это им провокационно предложили сотрудники КГБ. Но когда около 150 молодых людей собрались во дворе исторического факультета МГУ, чтобы отправиться к посольству, их посадили в автобусы и развезли по разным отделениям милиции. Часть были приговорены к краткосрочному аресту по обвинению в «мелком хулиганстве», остальных освободили. Но затем многие из них были исключены из институтов и призваны в армию, некоторых принудительно поместили в психиатрические больницы. Эти события показаны в фильме «Дом Солнца» (2010).
В 1982 году яркий представитель московских хиппи художник Сергей Батоврин основал Группу за установление доверия между СССР и США. В том же году другие московские хиппи, Юрий Попов и Сергей Троянский, основали пацифистскую группу «Свободная инициатива».

### Современность
В настоящее время в России существует несколько творческих объединений хиппи:
- Арт-группа «Фризия» (старейшая в Москве, художники).
- Творческое объединение «Антилир» (Москва).
- Ассоциация музыкантов «Время Ч» (Москва).
- «Коммуна на Пражской», Москва (занимающаяся сетевым хиповым домом, она же fnb-хиппи-группа Magic hat).

Хиппи входят в состав fnb-групп Челябинска, Владивостока, Санкт-Петербурга, Москвы и др.
Существенным элементом, сохраняющим связь людей внутри контркультуры, являются также традиционные собрания хиппи. Одно из самых крупных в настоящее время в России — это «российская Радуга», возникшая в начале 1990-х по мотивам традиции Rainbow Gathering, появившейся в конце 1960-х и восходящей к американским хиппи. Ещё пример массового стихийного собрания — летнее собрание неформалов вблизи водопада Шипот на Украине. Традиционными стали также ежегодные встречи хиппи в Москве 1 апреля «на Гоголях», и 1 июня — в Царицынском парке.
В настоящее время тусовки на улицах не имеют такого значения, как в былые времена, и являются скорее временным прибежищем для совсем молодых хиппи. Кроме того, они сильно дифференцированы и разбавлены представителями иных контркультур, включая всевозможных готов, эмо, байкеров и прочих. Сейчас же жизнь современного состояния субкультуры — это круг близких друзей или «неформальные» кафе/клубы как места встречи. Также большое значение играют интернет-сообщества, в частности, ЖЖ (ранее — фидо-конференции, в частности, знаменитая фидошная эха Hippy.Talks, видимая в иерархии Релкома как fido7.hippy.talks). Такое перенесение акцентов хиппи-культуры с уличных тусовок в сеть вызвало к жизни термин киберхиппи.
Фестиваль «Hippiefest», организованный Кантри Джо Макдональдом, — весна/лето 2007 года.
Символика и культура хиппи послужили основой для многих других отечественных молодёжных субкультур (разговорные языки готов и рэперов, например, представляют собой творчески искажённый хипповый жаргон). Ролевики носят фенечки (иногда с «закосом» под «олдовых хиппи»), придавая им порой совершенно иной, нежели подразумевают традиции хиппи, смысл и ценность.

## Фестивали

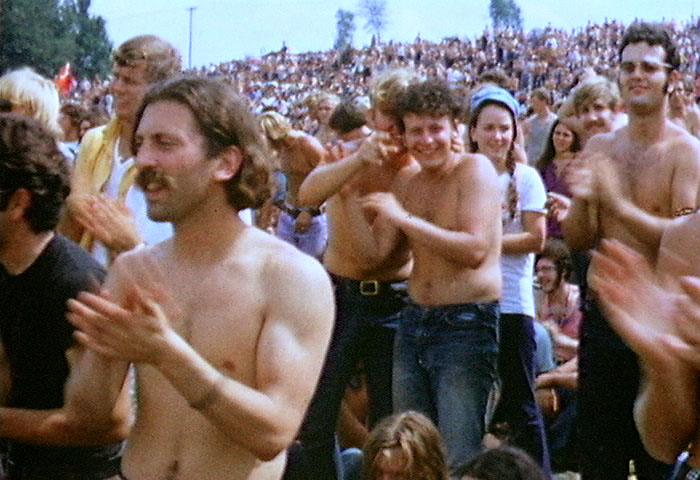
На фестивале Вудсток

- Matala Beach Festival (Матала, Крит, Греция, с 1960)
- Монтерей (США, 1967)
- Вудсток (США, 1969)
- Rainbow Gathering (США, с начала 70-х)
- Роскилле (Дания, с 1971)[16]
- Подольский рок-фестиваль (СССР, 1987)
- Российская Радуга (Россия, с 1990)
- Шипот (Украина, с 1993)
- Пустые холмы (Россия, с 2003)
- Игра в бисер (Москва, 27.09 — 05.10.2003)[17]

## В произведениях культуры

### В кино
- «Трип» — фильм режиссёра Роджера Кормана (1967)
- «Беспечный ездок» — фильм режиссёра Денниса Хоппера (1969)
- «Забриски-пойнт» — фильм режиссёра Микеланджело Антониони (1970)
- «Жандарм на прогулке» — фильм режиссёра Жана Жиро (1970): в одной из сцен главный герой Луи Де Фюнес с коллегами попадает в комунну хиппи, где, среди прочего, употребляет марихуану
- «На полпути к вершине» — телеспектакль (1976) по пьесе Питера Устинова «Halfway up the Tree» (1967): старый британский генерал, герой Ростислава Плятта, уходит в хиппи, пытаясь понять своих детей, и совершенно неожиданно находит своё место в мире
- «Укуренные» — фильм режиссёра Лу Адлера (1978)
- «Волосы» — фильм режиссёра Милоша Формана (1979)
- «Стоит лишь тетиву натянуть» — фильм Надежды Хворовой
- «Внезапное пробуждение» — фильм режиссёров Дэвида Гринуолта и Аарона Руссо (1989)
- «Мы» — документальный сериал 1989 года, в одной из серий речь идёт о советских хиппи
- «Взгляд в прошлое» — американский фильм 1990 года, главные роли сыграли Кифер Сазерленд и Деннис Хоппер.
- «Парень со странностями» — фильм комика Томми Чонга (1990)
- «Дорз» — биографический фильм о Джиме Моррисоне (вокалисте группы The Doors) Оливера Стоуна (1991)
- «Беверли-Хиллз, 90210» — 25 серия 4-го сезона (1994) была посвящена воспоминаниям о фестивале хиппи в 1969 году
- «Форрест Гамп» — фильм режиссёра Роберта Земекиса (1994)
- «Хиппиниада, или Материк любви» — фильм режиссёра Андрея Бенкендорфа (1997)
- «Страх и ненависть в Лас-Вегасе» — фильм режиссёра Терри Гиллиама (1998)
- «Хиппи» — телесериал (Великобритания, (1999)
- «Вместе» — фильм шведского режиссёра Люкаса Мудиссона (2000)
- «Через Вселенную» — фильм-мюзикл Джули Теймор (2007)
- «Дом Солнца» — фильм Гарика Сукачёва по повести Ивана Охлобыстина (2010)
- «Молодые сердца» («Love and Honor») — фильм режиссёра Дэнни Муни (2012)
- «Однажды в… Голливуде» — фильм режиссёра Квентина Тарантино (2019)

### В музыке
- «Иисус Христос — суперзвезда» — рок-опера (1970)
- «Музыка красных хиппи» — альбом ленинградской рок-группы «Санкт-Петербург»[источник не указан 2356 дней]
- «Хиппаны» — песня группы ДДТ (1984)
- «В кайф — и больше ничего (Хиппарь)» — песня группы Выход (1982)
- «Клёвые хиппари» — песня группы Василия Шумова (1993)
- «Мышка (Колыбельная хиппи)» — песня группы Чиж & Co (1993)
- «Hippies» — альбом группы гаражного рока Harlem (2010)
- «Мистерия хиппи» — песня Владимира Высоцкого
- «F’d Up World» — песня The Pretty Reckless (2014)
- «60’s» — песня Алекши Новича (2021)

### В литературе
- «Отягощённые злом, или Сорок лет спустя» — научно-фантастический роман братьев Стругацких (1988, критический взгляд)
- Внутренний порок (Inherent Vice) — роман Томаса Пинчона (2009)
- «Уходили из дома. Дневник хиппи» — книга Геннадия Авраменко (2010)
- «Штурмуя небеса. ЛСД и американская мечта» — книга Джея Стивенса (2003)
- «Замок из стекла» — книга Джаннетт Уоллс (2000)
- «Просто дети» — книга Патти Смит (2010)
- «Хиппи» — Паоло Коэльо (2018)
- Страх и отвращение в Лас-Вегасе (1971) — роман Хантера Стоктона Томпсона, яркого представителя бит-поколения и поколения хиппи
- «Хиппи на дороге» (1970) — книга британского писателя Джеймса Хедли Чейза.